# Henrik Mortensen
Henrik Ejegod Mortensen (født 12. februar 1968) er en tidligere dansk professionel fodboldspiller.
Henrik Mortensen regnedes i 1980erne som et af de største talenter, dansk fodbold nogensinde havde set. Allerede som 15-årig i 1983 debuterede Henrik Mortensen på det danske U/17-landshold. Et år senere fik han debut på AGF's førstehold, scorede otte mål i 12 kampe, vandt sølv med AGF i den danske 1. division og blev kåret som Årets fund i dansk fodbold 1984 samt Årets Fund i dansk idræt 1984. I 1985 blev han solgt til den belgiske storklub RSC Anderlecht og blev i september 1985 den yngste dansker nogensinde til at få debut i en udenlandsk klub . Med 17 år og 7 måneder var Henrik Mortensen fire måneder yngre end Christian Eriksen, da denne i januar 2010 debuterede på Ajax Amsterdams bedste hold .
Flere skader ødelagde dog hurtigt Henrik Mortensens ophold i Belgien. Han nåede derfor kun seks kampe i sin første sæson, hvor Anderlecht vandt det belgiske mesterskab. De efterfølgende to sæsoner spillede Henrik Mortensen kun en enkelt pokalkamp, dels pga. skader.
I foråret 1988 blev Henrik Mortensen købt tilbage af AGF og var med til at vinde den danske pokalturnering efter sejr på 2-1 over Brøndby IF. Året efter blev Henrik Mortensen købt af den engelske 1. divisionsklub Norwich City for 350.000 pund. I 1991 blev Henrik Mortensen igen ramt af en alvorlig skade og måtte som 23-årig indstille karrieren efter at være erklæret fodboldinvalid.
Tilbage i Danmark begyndte Henrik Mortensen dog at spille fodbold igen og fik en aftale med AGF. I april 1993 tørnede han ud for AGF i sin første fodboldkamp i mere end to år. I 1996 vandt han den danske pokalturnering for anden gang. Og endnu engang med sejr over Brøndby i finalen. Henrik Mortensen spillede syv samt
i AGF, før han stoppede i 1999.